# Guapira rotundifolia
Guapira rotundifolia là một loài thực vật thuộc họ Nyctaginaceae. Đây là loài đặc hữu của Jamaica.